# Revolució de les Roses
La Revolució de les Roses (en georgià: ვარდების რევოლუცია) és una de les revolucions de colors esdevingudes a l'antiga URSS i que va dur a un canvi de poder a Geòrgia l'any 2003. Va tenir lloc després de protestes generalitzades a les eleccions parlamentàries. La protesta va forçar que el president que hi havia llavors, Eduard Xevardnadze, es veiés obligat a dimitir, fet que succeí el 23 de novembre de 2003.